# گاز به مایع
گاز به مایع (به انگلیسی: GTL) یک فرایند پالایشگاه تبدیل گاز طبیعی یا سایر هیدروکربن‌های گازی به هیدروکربن‌های دیگر زنجیره‌ای (مانند بنزین یا سوخت دیزل ) است. گازهای غنی از متان به سوخت مایع مصنوعی تبدیل شده است. به عبارت دیگر تبدیل مستقیم با استفاده از GasTechno جدیدفرایند غیر کاتالیستی گاز به مایعات است که در یک مرحله متان به متانول تبدیل شده‌است. یا به عنوان واسطه‌ای از طریق گاز سنتز، به عنوان مثال با استفاده از Fischer Tropsch یا فرایندهای همراه.
این روش با اکسیداسیون جزئی متان (گاز طبیعی) به دی‌اکسید کربن، مونوکسید کربن، هیدروژن و آب شروع می‌شود، نسبت مونوکسید کربن به هیدروژن (H2) با استفاده از واکنش تغییرات بخار آب تنظیم شده‌است، در حالی که دی‌اکسید کربن اضافی توسط آب حذف می شود راه حل از alkanolamine (حلال یا فیزیکی)، در نهایت آب برداشته شود. بازده گاز سنتز است که از نظر شیمیایی واکنش نشان داد بیش از یک کاتالیست آهن یا کبالت برای تولید هیدروکربن‌های مایع و محصولات فرعی دیگر. اکسیژن از یک واحد جداسازی هوا برودتی ارائه شده‌است.

## GTL process

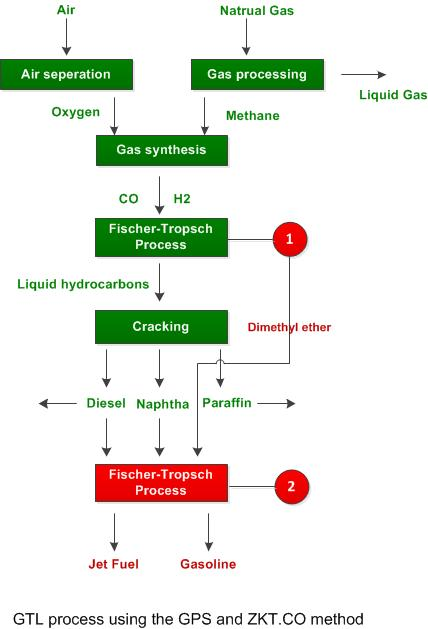
فرایند GTL توسط GPS وZKT.co

## متانول به روند بنزین (MTG)
یک مسیر جایگزین‌های تبدیل گاز طبیعی به گاز سنتز، تبدیل گاز سنتز به متانول است که پس از آن به آلکان بیش از یک کاتالیزور زئولیت پلیمریزاسیون شروع می‌شود. این روند با فرایند همراه (Mobil processes.) در اوایل 1970s توسعه داده شد.
در سه واکنش، متانول از گاز متان (گاز طبیعی) ساخته می‌شود:
۱. بخار اصلاح: CH4 + H2O → CO + 3 H2 ΔrH = ۲۰۶ کیلوژول بر مول - ۱
۲. واکنش تغییر آب: CO + H2O → CO2 + H2 ΔrH = -۴۱ کیلوژول بر مول - ۱
۳. سنتز: 2 H2 + CO → CH3OH ΔrH = -۹۲ کیلوژول بر مول - ۱
متانول ممکن است به بنزین (با روند همراه) تبدیل شود. متانول با از دست دادن آب به دی متیل اتر تبدیل می‌شود:
2 CH3OH → CH3OCH3 + H2O
پس از آن بیشتر دچار کم‌آبی شده و بیش از یک کاتالیزور زئولیت، ZSM- 5، به بنزین با ۸۰٪ (وزن بر اساس آلی در جریان محصول) C5 + هیدروکربن محصولات است.
ZSM- 5 که توسط یک تجمع تدریجی کربن (" کک ") در طول زمان در تبدیل متانول به بنزین غیرفعال می‌شود. کاتالیزور می‌تواند وسط سوزاندن زغال‌سنگ در یک جریان گرم (۵۰۰ °C (930 °F)) هوا دوباره فعال شود. با این حال، تعداد چرخه فعال سازی مجدد محدود است.

## گاز سنتز به روند به علاوه بنزین (STG +)
فرایند تبدیل گاز به مایعات سوم بر روی فناوری MTGبا تبدیل گاز سنتز گاز به دست آمده طبیعی به‌طور مستقیم به افت در بنزین و سوخت جت از طریق یک پروسه حلقه ترموشیمیایی صورت می‌پذیرد.
روند STG + زیر چهار مرحله اصلی در یک فرایند مداوم حلقه را نشان می‌دهد. این فرایند شامل چهار رآکتور بستر ثابت در مجموعه‌ای است که در آن گاز سنتز به سوخت‌های مصنوعی تبدیل شده‌است. این مراحل را برای تولید بنزین مصنوعی اکتان بالا به شرح زیر است:
۱ . سنتز متانول: گاز سنتز است که تغذیه به رآکتور ۱، از چهار رآکتور، که بیشتر از گاز سنتز (CO و H2) به متانول (CH3OH) تبدیل هنگام عبور از بستر کاتالیست.
۲. دی متیل اتر (DME) سنتز: گاز غنی از متانول از رآکتور ۱ تغذیه در کنار رآکتور ۲، دوم STG + رآکتور است. متانول به یک کاتالیزور در معرض و قسمت اعظم آن به DME، که شامل از دست دادن آب از متانول به صورت DME (CH3OCH3) تبدیل شده‌است.
۳. سنتز بنزینی: گاز تولیدی رآکتور ۲ تغذیه در کنار رآکتور ۳ رآکتور سوم حاوی کاتالیزور برای تبدیل DME به هیدروکربن‌ها از جمله پارافین (آلکان‌ها)، آروماتیک، نفتنی (cycloalkanes) و مقدار کمی از اولفین‌ها (آلکن‌ها) است، بیشتر از C6 (تعداد اتم‌های کربن در مولکول هیدروکربن) به 
C10.
۴. درمان بنزین: رآکتور چهارم به محصولات که از رآکتور ۳ را فراهم می‌کند transalkylation و هیدروژن درمان. درمان durene (tetramethylbenzene) / isodurene و trimethylbenzene اجزاء است که دارای نقاط انجماد بالا و باید در بنزین به حداقل برسد کاهش می‌دهد. در نتیجه، این محصول مصنوعی بنزین اکتان بالا و خواص viscometric مطلوب است.
۵. جدا کننده: در نهایت، مخلوط از رآکتور ۴ متراکم برای به دست آوردن بنزین. گاز غیر فشرده و بنزین در کندانسور / جداکننده معمولی جدا شده‌است. بیشتر گاز غیر متراکم از جدا محصول می‌شود بازیافت گاز است و به جریان تغذیه رآکتور ۱ ارسال کرد و تونست محصول بنزین مصنوعی تشکیل شده از پارافین، آروماتیک‌ها و نفتنی.
شرکت سوخت جایگزین چراغ خوراک پزی انرژی سبز توسعه STG + فناوری و در حال حاضر نه تنها شرکت با استفاده از این فرایند است. Bechtel Hydrocarbon Technology Solutions, Inc
اما صدور مجوز فناوری و روند بازوی از GPS و ZKT شرکت است که منجر به توسعه، علاوه بر تکمیل اختراع بنزین سوپر (C6) و سوخت جت (C12) است استخراج شده‌است.

## استفاده تجاری
1. این فرایند گاز به مایع (GTL) را می‌توان با شرکت‌های پالایش مورد استفاده برای تبدیل زباله‌های گازی (گاز شعله‌ور شدن) به روغن سوخت با ارزش است که می‌تواند مانند آن یا بیشتر، از مخلوط آن با سوخت دیزل تصفیه شده‌استفاده می‌شود.
2. همچنین می‌تواند برای استخراج اقتصادی از سپرده گاز در مکان‌های که در آن مقرون به صرفه نیست برای ساخت یک خط لوله استفاده می‌شود.

در انتهای دیگر مقیاس از به عنوان مثال، مرکز مروارید GTL شل در قطر، استفاده از رآکتور microchannel وعده برای تبدیل گاز غیر متعارف، از راه دور و مشکل به سوخت مایع با ارزش را نشان می‌دهد. گیاهان GTL بر اساس رآکتورهای microchannel به میزان قابل توجهی کمتر از کسانی که با استفاده از بستر معمولی ثابت یا دوغاب رآکتور بستر، قادر می‌سازد گیاهان مدولار است که می‌تواند به‌طور مؤثر مستقر هزینه در مکان‌های از راه دور و در زمینه‌های کوچکتر از ممکن است با سیستم‌های رقیب. 
در تاریخ ۱ فوریه ۲۰۰۸، یک هواپیمای ایرباس A380 به پرواز در یک پرواز آزمایشی سه ساعته میان انگلیس و فرانسه، با یکی از چهار رولز رویس ترنت ۹۰۰ موتورA380 با استفاده از ترکیبی از ۶۰ ٪ نفت سفید جت استاندارد و گاز ۴۰ ٪ به مایعات سوخت عرضه شده توسط شل.  موتور هواپیما مورد نیاز هیچ تغییر به استفاده از سوخت GTL، که طراحی شده‌است تا با سوخت جت معمولی مخلوط شود. سباستین رمی، رئیس برنامه سوخت جایگزین ایرباس SAS، گفت که این GTL استفاده بدون پاک کن در نظر CO2 از سوخت استاندارد بود، اما آن را به حال منافع کیفیت هوای محلی، زیرا بخش GTL حاوی گوگرد است.  در ۱۲ اکتبر ۲۰۰۹، خطوط هوایی قطر ایرباس A340 -600 انجام اولین پرواز مسافری تجاری جهان را با استفاده از مخلوط نفت سفید و مصنوعی سوخت GTL در پرواز خود را از فرودگاه گتویک لندن به دوحه. 
یک راه حل پیشنهاد دیگر این است که استفاده از FPSO برای تبدیل دریایی از گاز به مایع (متانول، گازوئیل، بنزین، نفت خام مصنوعی و نفتا). 
شرکت نفتی پتروبراس برزیل در دو گروه امکانات تولید GTL کوچک در نظر گرفته شده تا در زمینه‌های نفت دریایی بیش از حد دور یا عمیق برای توجیه خطوط لوله گاز به خشکی گیاه GTL ارسال شود دستور داده‌است.    در ژانویه 2012 Cenpes تحقیقات پتروبراس و مرکز توسعه برای استقرار تجاری تکنولوژی ارائه شده توسط بریتانیا بر اساس گاز به مایعات شرکت CompactGTL تأیید شده‌است.  پتروبراس در حال حاضر ارزیابی فناوری رآکتور microchannel عرضه شده توسط Velocys.  بانک جهانی تخمین می‌زند که بیش از ۱۵۰ میلیارد متر مکعب گاز طبیعی گشاد یا بادی در سال، مقدار ارزش حدود ۳۰۶۰۰۰۰۰۰۰۰ دلار، معادل ۲۵ درصد از مصرف گاز در ایالات متحده یا ۳۰ درصد از مصرف گاز اتحادیه اروپا در هر سال،  یک منبع است که می‌تواند با استفاده از GTL مفید باشد.